# Oenothera engelmannii
Oenothera engelmannii là một loài thực vật có hoa trong họ Anh thảo chiều. Loài này được (Small) Munz mô tả khoa học đầu tiên năm 1931.